# François Moubandje
Jacques François Moubandje (n. Douala, 21 de juny de 1990) és un futbolista professional camerunès nacionalitzat suís que juga en la demarcació de defensa pel Toulouse Football Club de la Ligue 1.
|

## Internacional
Va fer el seu debut amb la selecció de futbol de Suïssa el 15 de novembre de 2014 en un partit de classificació per l'Eurocopa 2016 contra Lituània que va finalitzar amb un resultat de 4-0 a favor del combinat suís després dels gols de Fabian Schär, doblet de Xherdan Shaqiri i un gol en pròpia porta de Giedrius Arlauskis.

## Clubs
| Club                       | País   | Any         | Partits | Gols |
| -------------------------- | ------ | ----------- | ------- | ---- |
| FC Meyrin                  | Suïssa | 2007 - 2009 | 26      | 1    |
| Servette FC                | Suïssa | 2009 - 2013 | 81      | 2    |
| Toulouse Football Club "B" | França | 2013 - 2015 | 6       | 0    |
| Toulouse Football Club     | França | 2013 -      | 64      | 1    |